# Volkmar Gieseler
Volkmar Gieseler (* 23. Februar 1907 in Planken, Provinz Sachsen; † 19. Juni 2008 in Hannover) war ein deutscher Jurist und Landrat.

## Leben und Wirken
Er wuchs in Taberbrück auf und besuchte in der Stadt Osterode i. Ostpr. das Gymnasium. Danach studierte er Rechtswissenschaften an den Universitäten Heidelberg, München, Wien, Köln und Berlin. Der NSDAP trat er zum 1. November 1932 bei (Mitgliedsnummer 1.360.393). Die große juristische Staatsprüfung legte Gieseler am 4. Juni 1935 ab. Am 1. August 1935 trat er in den Staatsdienst ein und wurde zum Regierungsassessor ernannt. Er war u. a. beim Oberpräsidium in Stettin beschäftigt und wurde zum Regierungsrat befördert.
Nach der aufgrund des Münchner Abkommens erfolgten Besetzung der Grenzgebiete der Tschechoslowakei durch das Deutsche Reich und der Bildung des Reichsgaus Sudetenland wurde Gieseler im Oktober 1938 zunächst kommissarisch als Landrat im neugebildeten Landkreis Dauba eingesetzt. Am 8. Februar 1940 wurde er rückwirkend zum 1. Dezember 1939 endgültig als Landrat in Dauba eingesetzt. Im Juni 1941 wurde er zum Kriegsdienst bei der deutschen Wehrmacht einberufen und leistete Kriegsverwaltungsdienst. Nach Ende des Zweiten Weltkrieges lebte er bis ins hohe Alter in der niedersächsischen Landeshauptstadt Hannover. In dieser Zeit entstanden einige Gedichte (zum Beispiel „Die Welle“, 1946), die teilweise veröffentlicht worden sind.